# Ștefan VIII
Etienne ou Ștefan VIII Răzvan fut prince de Moldavie d'avril à décembre 1595. La monarchie était élective dans les principautés roumaines de Moldavie et de Valachie, comme en Transylvanie et en Pologne voisines : le prince (voïvode, hospodar ou domnitor selon les époques et les sources) était élu par (et souvent parmi) les boyards : pour être nommé, régner et se maintenir, il s'appuyait  sur les partis de boyards et fréquemment sur les puissances voisines, habsbourgeoise, polonaise, russe et surtout ottomane, car jusqu'en 1859 les deux principautés étaient vassales de la « Sublime Porte » ottomane dont elles étaient tributaires.

## Origine
Fils d'un Xoraxanes et d'une moldave, c'est un soldat de fortune qui a peut-être servi en France dans les armées du roi Henri IV, puis dans l'armée polonaise. Il se prétend le fils illégitime de Pierre V le Boîteux et obtient le trône de Moldavie en mai 1595 grâce à l'appui de Sigismond Ier Bathory, prince de Transylvanie.

## Règne
Allié de Michel le Brave dans son combat contre l'Empire ottoman, il est attaqué par les Polonais du chancelier Jan Zamoyski qui en accord avec le Sultan  le détrônent en août 1595 et lui substituent comme prince leur vassal Ieremia Movilă. Il revient avec 2 000 hommes fournis par son allié transylvain, tente de regagner le pouvoir, mais il est vaincu en décembre 1595 par son rival qui le fait empaler.